# Ampithoe humeralis
Ampithoe humeralis är en kräftdjursart. Ampithoe humeralis ingår i släktet Ampithoe och familjen Ampithoidae. Inga underarter finns listade i Catalogue of Life.